# 広島県道224号三良坂停車場線
広島県道224号三良坂停車場線（ひろしまけんどう224ごう みらさかていしゃじょうせん）は、広島県三次市を通る一般県道である。

## 概要
JR西日本福塩線 三良坂駅と国道184号を結ぶ。
本路線の大部分は国道184号の旧道である。

### 路線データ
- 起点：広島県三次市三良坂町三良坂（JR西日本福塩線 三良坂駅前）
- 終点：広島県三次市三良坂町三良坂（出雲大社分院前交差点、国道184号・広島県道61号三次庄原線交点）
- 実延長：388.6 m[1]

## 歴史
- 2009年（平成21年）2月19日 - 広島県道61号三次庄原線の沖江バイパス全通により、全区間単独路線になった[注釈 1]。

## 地理
本路線は狭隘箇所が多く、大型車の通行は困難である。

### 通過する自治体
- 広島県
  - 三次市

### 交差する道路
| 交差する道路                     | 交差する場所   | 交差する場所                |
| -------------------------------- | -------------- | --------------------------- |
| 国道184号 広島県道61号三次庄原線 | 三良坂町三良坂 | 出雲大社分院前交差点 / 終点 |

### 沿線
- JR西日本福塩線 三良坂駅
- 三良坂平和美術館
- 三次市立三良坂中学校
- 三次市立みらさか小学校
- 三次警察署 三良坂交番